# El matrimoni secret
|  | Per a l'òpera de Cimarosa vegeu Il matrimonio segreto |

El matrimoni secret és una comèdia grotesca en tres actes i en vers, original de Josep Maria de Sagarra, estrenada al teatre Romea de Barcelona, la vetlla del 24 d'octubre de 1922.

## Repartiment de l'estrena
- Don Ramon: Joaquim Montero.
- Teresa: Maria Morera.
- Carmeta: Esperança Ortiz.
- Miquel: Bartomeu Grases.
- Senyora Rosalia: Matilde Xatart.
- Lluïseta: Encarnació Coscolla.
- Senyor Bernat: Vicent Daroqui.
- Senyor Matias: Antoni Martí.
- Agustineta: Àngela Casas.
- Sigrany: Domènec Aymerich.